# Barro Humano
Barro Humano é um filme de drama brasileiro de 1929 dirigido e roteirizado por Adhemar Gonzaga. Foi protagonizado por Gracia Morena, Lelita Rosa, Carlos Modesto e Eva Schnoor.

## Sinopse
Mário é um rapaz mimado e com um fraco por mulheres fáceis e pelas diversões da vida. Um belo dia, conhece Vera, uma moça pobre, mas rica em virtudes e muita beleza. Mário consegue seduzir Vera e, com o tempo, não resistindo a seus encantos, acaba se apaixonando e passando a viver dignamente.

## Elenco
- Carlos Modesto ... Mário
- Gracia Morena ... Vera
- Lelita Rosa ... Gilda
- Eva Schnoor ... Helena
- Eva Nil ... Diva
- Martha Torá ... Emília
- Luiza Valle ... Dona Chincha
- Oli Mar ... Juquinha
- Lia Renée ... Lia
- Carmen Violeta ... dançarina de tango
- Gina Cavalieri ... amiga da Helena